# Jurij Šikunov
Jurij Ivanovič Šikunov (in russo Юрий Иванович Шикунов?, traslitterazione anglosassone: Yuri Ivanovich Shikunov; Taganrog, 8 dicembre 1939 – 15 marzo 2021) è stato un calciatore e allenatore di calcio sovietico, dal 1991 russo, di ruolo centrocampista.

## Carriera

### Giocatore

#### Club
Nella stagione 1957 ha fatto il suo esordio con il Torpedo Taganrog, squadra della sua città natale, disputando due incontri nella seconda serie sovietica; nelle due stagioni successive ha trovato più spazio, disputando una cinquantina di incontri di campionato e mettendo a segno 15 reti.
Dal 1959 passa allo SKVO Rostov, nella massima serie sovietica; con la squadra di Rostov (dal 1960 nota come SKA) gioca per nove stagioni.
Nel 1968 chiude la carriera tornando in seconda serie, con il Rostsel'maš, seconda squadra di Rostov.

#### Nazionale
Pur senza mai scende in campo con la nazionale, fece parte della lista dei convocati per le finali del Campionato europeo di calcio 1964, classificandosi secondo con la nazionale sovietica.

### Allenatore
Ha vissuto varie esperienze come direttore tecnico delle due squadre di Rostov. Nel 1997 ha allenato lo Šachtër Šachty.